# بیت‌کامت
بیت‌کامِت (به انگلیسی: BitComet) که پیش‌تر (از نگارش ۰.۱۱ تا نگارش ۰.۳۷)، سیمپل‌بی‌تی کلاینت (به انگلیسی: SimpleBT client) نامیده می‌شد، یکی از برنامه‌های دانلود تورنت می‌باشد که به دلیل ساختار چند پروتکله‌اش علاوه بر مدیریت دانلود و آپلود فایل‌های تورنت، امکان پشتیبانی از پروتکل‌های اچ‌تی‌تی‌پی و اف‌تی‌پی را نیز دارا می‌باشد. این برنامه به زبان سی++ برای ویندوز مایکروسافت نوشته شده‌است و به ۵۲ زبان دنیا در دسترس می‌باشد.
همچنین این برنامه به دلیل شیوه‌ٔ عملکردش در رابطه با مواردی همچون دسترسی بی‌اجازه به ترکرهای خصوصی از طریق DHT و جایگزینی فایل‌های خالی به صورت padding که باعث بهبود عملکرد بیت‌کامت شده و پس از دریافت فایل اصلی پاک خواهد شد اما وجودشان برای برنامه‌های تورنت دیگر ایجاد دردسر می‌کند، بحث‌ها و انتقاداتی را باعث شده‌است.